# Vattenmodell

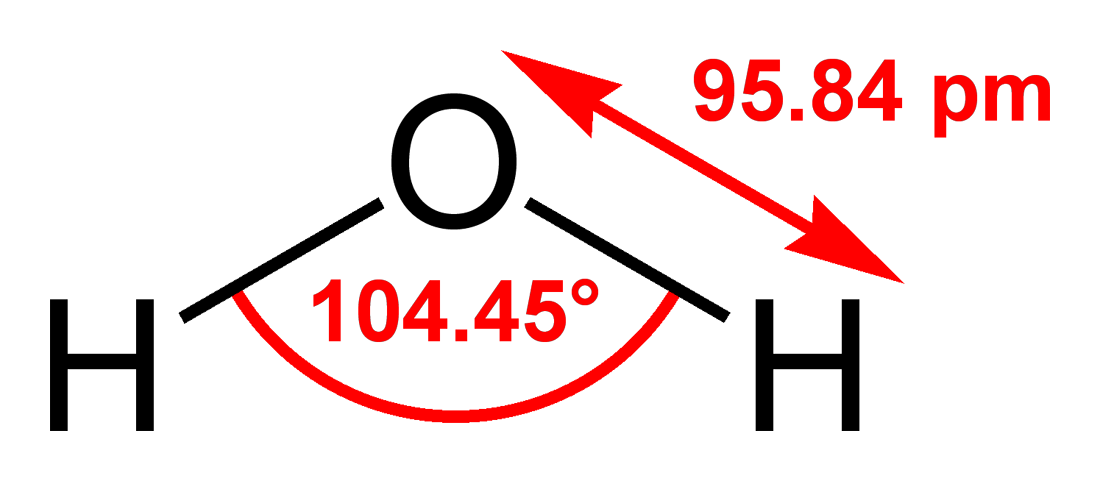
En vattenmodell definieras av sin geometri tillsammans med andra parametrar såsom laddning och Lennard-Jones-parametrar.

Vattenmodell är ett begrepp inom beräkningskemin som används för att simulera vattenkluster, flytande vatten och vissa vattenlösningar. Dessa modeller bygger på approximationer baserade på molekylärmekaniken. På grund av bland annat vätebindningar är vatten en svår substans att simulera.